# Carla Kaspari
Carla Kaspari (* 1991 in Dortmund) ist eine deutsche Schriftstellerin und Drehbuchautorin.

## Leben
Kaspari studierte Literatur- und Musikwissenschaft in Bonn und Paris. Neben dem Studium begann sie, Texte in Magazinen und Zeitungen zu veröffentlichen, unter anderem für die Zeitschrift Metamorphosen, Die Zeit, fluter – Magazin der Bundeszentrale für politische Bildung oder Musikexpress. Sie schreibt Kurzprosa, Artikel und Kolumnen, ihr Debütroman Freizeit erschien 2022. Sie erstellt außerdem Texte für TV-, Drehbuch- und unterschiedliche Medien-Formate. Zusammen mit Kurt Prödel startete sie 2023 den Podcast Friendly Reminder.
Im Jahr 2020 war sie Stipendiatin im Stipendienprogramm „Stadt Land Text“ des Landes Nordrhein-Westfalen.
Kaspari lebt und arbeitet in Köln. Sie ist Mutter eines Kindes.

## Werke
- Freizeit. Roman. Kiepenheuer & Witsch, Köln 2022, ISBN 978-3-462-00252-2.
- Die Innenministerkonferenz, Fernsehfilm, 2022, Drehbuch mit Jan Böhmermann
- Das Ende ist beruhigend : Roman. Köln: Kiepenheuer & Witsch, 2025